# British Airways Flight 5390
British Airways Flight 5390 flög mellan Birmingham i Storbritannien och Málaga i Spanien den 10 juni 1990. En explosiv dekompression inträffade och kaptenen flög ut från cockpit på grund av en felmonterad vindruta. Alla ombord överlevde, inklusive kaptenen. Andrepiloten fick flera hjältepriser efter att på egen hand ha nödlandat flygplanet. Besättningen lyckades efter 15 minuter dra in kaptenen i cockpiten igen.